# Федорець Володимир Андрійович
Володи́мир Андрі́йович Федоре́ць — український тренер з легкої атлетики, заслужений тренер СРСР і України.

## Життєпис
Народився 21 лютого 1951 року в Тернопільській області Української РСР.
Його батьки прожили разом недовго, і після розлучення мама забрала маленького Володю в Чечено-Інгушської АРСР. Тут в місті Грозному він пішов до школи, де 1963 року познайомився зі своїм першим тренером — В'ячеславом Івановичем Воронкіним. Хлопчик зайнявся легкою атлетикою, віддавши перевагу в ній спринту. Виступав на дистанціях 100 і 200 метрів, але кращі результати показував на стометрівці.
Після розставання з тренером, який виїхав на Північ, до Магаданської області, Володимир закінчив інститут, відслужив в армії, жив у Грозному. 1971 року В'ячеслав Воронкін повернувся до Грозного, де зустрів свого друга, так само тренера — Ігоря Писаренка, який працював у Луганському спортивному інтернаті, і на його запрошення переїхав до Ворошиловграда (нині Луганськ). За ним пішов і Володимир Федорець. До цього часу він уже ставав призером РРФСР серед юнаків і чемпіоном Чечено-Інгушської АРСР серед молоді.
Воронкін працював директором спортивної школи товариства «Динамо» і через зайнятість передав Федорцю свою групу учнів, серед яких була Тетяна Малюванец , яка згодом стала призеркою Кубка Європи і першим майстром спорту міжнародного класу СРСР у його тренерській кар'єрі. Володимир Андрійович виховав низку видатних спортсменів, його унікальність, як тренера, полягає в тому, що його учні ставали рекордсменами в декількох не схожих один на одного видах легкої атлетики. Так, наприклад, Ольга і Віктор Бризгіни були спринтерами, Тетяна Малюванец — рекордсменка України з бігу з бар'єрами, Олександр Пуговкін — стрибки в довжину (МС, 7 м 71 см) і спринт (МСМК, 10,0 с) , Володимир Іноземцев — рекордсмен СРСР у потрійному стрибку.
З 1995 по 2001 роки Федорець перебував у закордонному відрядженні в Об'єднаних Арабських Еміратах, тренував збірні ОАЕ і Катару, які успішно виступали на чемпіонатах світу й Азії. Після повернення став до керма збірної України.
Серед вихованців — Мельник Тетяна Юріївна, Качур Яна Григорівна.
Тренер шістьох олімпійських призерів і чемпіонів, член виконкому ФЛАУ.
У наш час Володимир Андрійович Федорець мешкає в Києві, тренує дочку Бризгіних — Єлизавету — бронзову призерку Олімпіади-2012 у Лондоні в естафеті 4 × 100 м та інших молодих спортсменів України.

## Заслуги
Володимир Андрійович Федорець підготував двох олімпійських чемпіонів — Віктора і Ольгу Бризгіних; його учні вибороли 20 медалей на чемпіонатах і кубках Європи і світу, установили 15 рекордів СРСР і України, один світовий рекорд, який досі не перевершений.
Нагороджений радянськими орденами Трудового Червоного Прапора і Дружби народів, а також грамотою Президії Верховної Ради України. В. А. Федорець — Почесний громадянин Луганськ (1992).